# 314 Action
314 Action ou Action 314 (prononcer 3 14, comme pour le nombre Pi) est un comité d'action politique américain à but non lucratif (ONG de type  501(c)(4)) créé en 2016 en réaction à l'élection de Donald Trump. 

Il cherche à faire proactivement élire des candidats issus des milieux « STEM » (c'est-à-dire des scientifiques ou des candidats ayant une culture et une pratique scientifique et technique) au Congrès des États-Unis, pour - selon le Washington Post - combattre le déni du changement climatique (climatoscepticisme), les faits alternatifs ('Alternate Facts', les fake news et la rhétorique anti-science (notamment concernant le réchauffement climatique), ainsi que  efforts de Donald Trump et de son administration pour affaiblir l'EPA, le département de l'Énergie des États-Unis ou d'autres agences d'État. Le groupe promeut donc les avis basés sur la science, contre le discours anti-sciences porté par le nouvel exécutif au pouvoir au profit de certains lobbies industriels. Il s'est aussi opposé à certaines pressions du lobby des armes (qui empêche notamment depuis des années le financement de la recherche scientifique américaine sur les conséquences sanitaires et socioéconomiques des tueries de masse aux États-Unis). 

## Mission
Contexte :  Au congrès américain les politiciens professionnels et avocats sont largement sureprésentés puis que selon le Congressional Research Service le 115e congrès est (statistiques publiées le 11 juillet 2018) composé de 168 représentants avocats (sur 435) et le Sénat compte 50 avocats pour 100 sénateurs ; ensemble, les avocats représentent près de 41 % du Congrès alors qu'ils ne sont qu'environ 1,3 million dans le pays (pour 323 millions d'américains, soit 0,4 % de la population). Ils sont donc environ 100 fois surreprésentés au Congrès (qui de plus ne comprend que 9,4 % de représentants noirs, 8,5 % de latino/hispaniques et seulement 20 % de femmes, avec au Sénat 23 femmes seulement, dont 17 sont Démocrates et 6 seulement Républicaines), ce qui montre l'importance du poids des lobbies aux États-Unis et un manque de représentation de la société civile.
Jusqu'alors et depuis plusieurs décennies, des scientifiques américains donnaient des avis aux élus et décideurs via quelques agences d'État et le GIEC (pour ce qui concerne les sciences du climat), l'exécutif et le congrès étant libre de tenir compte ou non de ces avis. Mais après avoir gagné les élections contre le président sortant Obama, Donald Trump et son administration se sont montrés sur plusieurs questions (climat et environnement notamment) ouvertement anti-scientifique, dans leur discours mais surtout via des coupes budgétaires très importantes. 
Le groupe s'est donné pour mission de permettre que la voix de scientifiques puisse se faire entendre à tous les niveaux du pouvoir politique et de « renforcer la communication entre la communauté STEM, le public et nos élus ».
Pour cela il réunit des personnes ayant des antécédents en sciences, technologies, ingénierie et mathématiques et des compétences et le financement nécessaires aux campagnes politiques (Action 314 lance régulièrement des campagnes de fonds pour soutenir des candidats) ainsi que des pétitions visant à exprimer les avis de la population relativement aux grandes décisions de Donald Trump et de son administration, ou pour en dénoncer les conflits d'intérêts,.
Sur son site internet le comité liste les enjeux suivants :
- élection d'un plus grand nombre de personnes venant de milieux STEM aux bureaux du Sénat, de la Chambre des représentants, de l'Exécutif de l'État et au Parlement des États-Unis ;
- renforcer la communication entre la communauté STEM, le public et les élus ;
- vulgarisation scientifique ;
- éduquer, promouvoir et défendre l'intégrité de la science et son utilisation ;
- donner une voix à la communauté STEM sur les questions sociales ;
- promouvoir l'utilisation responsable d'approches basées sur les données et leur analyse scientifique dans les politiques publiques ;
- accroître l'engagement du public avec la communauté STEM via les médias.

## Histoire
L'organisation a été fondée en 2016 par la chimiste et chercheuse Shaughnessy Naughton (également impliquée dans le monde des entreprises,, qui s'est présenté au Congrès en Pennsylvanie. Elle s'est ainsi présentée devant les électeurs car a-t-elle dit  elle était « vraiment frustrée par la rhétorique anti-science reprise par tant de politiciens ». Elle s'est à nouveau présentée en 2016 mais n'a pas remporté ces élections non plus. Elle a cependant beaucoup appris sur le fonctionnement des campagnes aux États-Unis et a décidé de réunir et soutenir d'autres candidats et de les faire profiter de ses retours d'expérience. 
314 Action a été créé alors que de nombreux scientifiques ont été choqués ou inquiets de la manière dont le nouveau Président Trump et son administration parlait de la science, et des choix qu'ils ont fait pour la direction de l'Environmental Protection Agency et du ministère de l'Intérieur, choix jugés "particulièrement troublants pour les scientifiques". Des centaines de scientifiques se sont présentés dans le pays aux élections de mi-mandat, un nombre jamais atteint jusqu'alors selon le Huffington Post.
Parallèlement et également en réaction à l'attitude de l'administration Trump un mouvement nommé Marche pour les sciences a émergé aux États-Unis faisant des émules dans d'autres pays, dont en France.
Action 314 a mis en ligne des formations pour aider ses candidats potentiels. 

## Coloration politique
Tous les candidats soutenus jusque mi-2018 étaient Démocrates, mais ils pourraient être républicains s'il s'en présentait, selon Joshua Morrow, le directeur exécutif de 314 Action. 

Mais de fait les candidats républicains des années 2010, reprennent les thèmes des think tanks dont ils sont proches, et prônent généralement  selon Action 314, le déni vis-à-vis des preuves scientifiques relatives aux effets du tabac, de l'alcool, du réchauffement anthropique, des OGM, pesticides, de la chimie ou de l'industrie pétrolière-gazière et charbonnière ou encore de la généralisation des armes à feu aux États-Unis. Et d'autre part les sondages montrent selon Action 314 que seulement 6 % des scientifiques s'identifient comme républicains, alors que 55 % se disent démocrates.

## Candidats soutenus
Parmi plusieurs dizaines de candidats, 314 Action a par exemple approuvé et soutenu :
- Jacky Rosen, un programmeur informatique, candidat comme sénateur pour le Nevada[15] ;
- Andrew Zwicker, un physicien de l'Université de Princeton, candidat à l'Assemblée de l'État du New Jersey[4]. Zwicker a remporté l'élection[4] ;
- Jess Phoenix (géologue et vulcanologue) comme candidat pour le 25e district du Congrès en Californie (lors des élections de 2018 à mi-mandat)[16],[17] ;
- Tracy Van Houten, un ingénieur aérospatial candidat pour représenter le 34e Congrès du district de la Californie au Congrès en 2017[18] ;
- l'ancien professeur de chimie Phil Janowicz, candidat représentant le 39e district de Californie en 2018[19] ;
- Patrick Madden, professeur d'informatique, pour représenter le 22e Congrès du district de New York au Congrès en 2018[20].

## Dénomination
Le groupe tire son nom de pi (π), la constante mathématique approximativement égale à 3,14.